# Andrew Rose (Wirtschaftswissenschaftler)
Andrew Kenan Rose (* 1959) ist ein kanadisch-US-amerikanischer Wirtschaftswissenschaftler und Hochschullehrer.

## Werdegang, Forschung und Lehre
Rose studierte ab 1977 am Trinity College der University of Toronto Wirtschaftswissenschaften mit Nebenfach Philosophie. Nach dem Abschluss als Bachelor of Arts 1981 zog es ihn nach Großbritannien, wo er am Nuffield College der University of Oxford Ökonometrie und internationale Finanzwissenschaften studierte. 1983 graduierte er als Master of Philosophy mit der Arbeit unter dem Titel „Intervention on the Canadian Foreign Exchanges“. Anschließend ging er ans Massachusetts Institute of Technology, wo er 1986 sein Ph.D.-Studium in Ökonometrie und Geldpolitik bei Jerry Hausman, Stanley Fischer, Olivier Blanchard und Danny Quah abschloss. Anschließend folgte er einem Ruf der University of California at Berkeley. Seit 2019 ist er Dekan an der NUS Business School der National University of Singapore. 
Roses Arbeitsschwerpunkt liegt im Bereich internationaler Handel, internationale Finanzen und Geldpolitik. Dabei setzte er sich in seinen publizierten Arbeiten und Vorlesungen insbesondere mit Freihandels- und Währungsgemeinschaften auseinander. Zudem setzte er sich mit den Finanzmarktkrisen in Japan und in Schwellenländern sowie mit der globalen Finanzkrise ab 2007 auseinander.

## Werke
Die folgende Auflistung gibt von Spiegel veröffentlichte Bücher wieder, zudem hat er zahlreiche Zeitschriftenartikel und Arbeitspapiere verfasst.
- International Finance and Financial Crises Herausgeber mit Peter Isard und Assaf Razin, 2000
- Growth and Productivity in East Asia Herausgeber mit Takatoshi Ito, 2004
- International Trade in East Asia Herausgeber mit Takatoshi Ito, 2005
- Monetary Policy with very low Inflation  in the Pacific Rim Herausgeber mit Takatoshi Ito, 2006
- Fiscal Policy and Management in East Asia Herausgeber mit Takatoshi Ito, 2007
- International Financial Issues in the Pacific Rim Herausgeber mit Takatoshi Ito, 2008
- Financial Sector Development in East Asia Herausgeber mit Takatoshi Ito, 2009
- Economic Consequences of Demographic Change in East Asia Herausgeber mit Takatoshi Ito, 2010
- Commodity Prices and Markets Herausgeber mit Takatoshi Ito, 2011